# Lawra
Le district de Lawra  (officiellement Lawra  District, en Anglais) est l’un des 9 districts de la Région du Haut Ghana occidental au Ghana.

## Villes et villages du district
| - Lawra - Babile - Nandom - Boo - Doweni | - Bu - Nabugangn - Kunyukuo - Puffien Baagangn - Brutu | - Lissa - Eremon-Zinpen - Tantuo - Kogle - Naapaal | - Eremon Yagra Ku-Ongzigre - Tome Kokoduor - Kentuo - Munyopele - Eremon-Kuo-Ang (Naburanye) |

## Sources
- GhanaDistricts.com